# سیارک ۱۹۵۵۰
سیارک ۱۹۵۵۰ (به انگلیسی: 19550 Samabates، نامگذاری:1999JP61) نوزده هزار و پانصد و پنجاهمین سیارک کشف شده‌است که در ۱۰ مه ۱۹۹۹ کشف شد.
قدر مطلق سیارک برابر ۱۵.۵ است.